# نوترونیکوس
نوترونیکوس (نام علمی: Nothronychus) نام یک سرده از کلاد ددپایان است. نامش به معنای  «چنگال تنبل‌وار» (slothful claw) است. نوترونیکوس، دایناسوری گیاه‌خوار با لگن شبیه به تنبل، پاهای چهارانگشتی که هر چهار انگشت رو به‌جلو هستند، گردن دار، بازوهای پیش‌آمده و چنگال‌ها بزرگ شبیه به تنبل بوده.